# Герхард фон Хоя
Герхард фон Хоя (на немски: Gerhard von Hoya; † 4 май 1269) е като Герхард I от 1251 до 1269 г. епископ на Ферден.

## Биография
Той е третият син на Хайнрих I († 1235), граф на Хоя, и съпругата му Рихенза фон Вьолпе († 1227), дъщеря на граф Бернхард II фон Вьолпе. Брат е на Хайнрих II († 1290) и на Ведекинд († 1261), епископ на Минден (1253 – 1261).
През 1259 г. той дава права на град на Ферден.